# Prame
 (janvier 2017).
Si vous disposez d'ouvrages ou d'articles de référence ou si vous connaissez des sites web de qualité traitant du thème abordé ici, merci de compléter l'article en donnant les références utiles à sa vérifiabilité et en les liant à la section « Notes et références ».

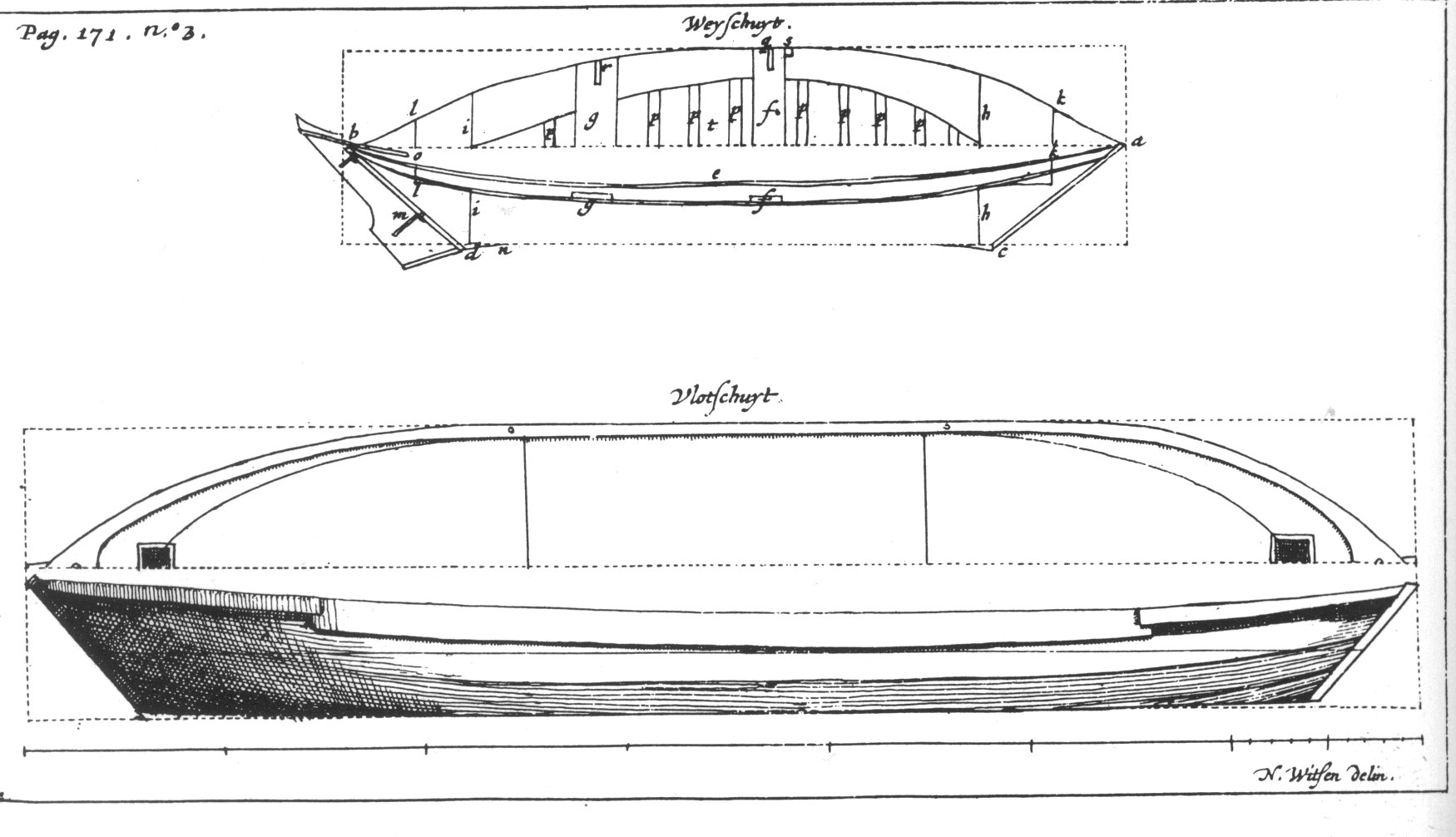
Dessin à partir d'une barge à fond plat par Nicolas Witsen (1671)

Une prame (du néerlandais : praam) est une embarcation utilitaire non pontée, à fond plat. Connu depuis l'Antiquité, ce type d'embarcation s'est particulièrement développé durant le Moyen Âge aux Pays-Bas, jusqu'à atteindre quelque 20 m de longueur. Ces grandes prames, utilisées comme allèges, pouvaient être manœuvrées aux avirons mais aussi à la voile, moyennant une paire de dérives latérales relevables. Leur faible tirant d'eau (pas plus de deux pieds) leur permettait de transporter des marchandises sur toutes les eaux intérieures hollandaises.
Au XVIIIe siècle, des prames de ce type, capables d'embarquer plusieurs pièces d'artillerie, ont aussi été employées comme bâtiments de guerre, notamment dans les eaux côtières peu profondes de la Baltique durant la Grande guerre du Nord. En 1803, au camp de Boulogne, les armées françaises prévoyaient d'en utiliser comme péniches de débarquement pour envahir l'Angleterre.
Durant la 2° Guerre mondiale, les allemands construisirent des barges de débarquement de taille importante dénommée Marinefährprahm ou MFP (même racine linguistique que le mot néerlandais Praam) . Contrairement au sens actuel en français (Cf Infra) où le mot prame désigne une petite embarcation , souvent utilisée comme annexe, les MFP allemandes étaient des unités de forte taille (autour de 50 M) destinées à charger des troupes, des camions ou des chars, équipées d'une artillerie conséquente et avaient de réelles capacités de navigation en haute mer. Conçues pour le débarquement avorté en Angleterre (Opération « otarie » ou Seelöwe) elles furent mises à contribution sur de nombreux théâtres d'opération (évacuation de la Sicile et de la Corse par les troupes allemandes , combats en Hollande, ou siège de Sébastopol en Mer Noire. Les amateurs de plongée peuvent explorer l'épave d'une MFP (la No 612) à la marine de Meria , dans le Cap Corse, à laquelle est rattachée la légende du très hypothétique et très controversé "Trésor de Rommel"

## Sens moderne français
De nos jours, en français, le terme « prame » s'applique essentiellement à de petites embarcations de servitude ou annexes servant à transporter personnels et avitaillement entre le quai d'un port et des bateaux au mouillage. Contrairement aux modèles des siècles passés, qui avaient des extrémités pointues ou arrondies, les prames modernes, dans un souci de moindre encombrement, sont presque toujours dotées d'un tableau arrière et d'un avant à marotte (à la façon des Caravelles ou des Optimists). 

## Littérature
« Une tempête dispersa la flottille ; Murat fut jeté le 8 octobre dans le golfe de Sainte-Euphémie, presque au moment où Bonaparte abordait le rocher de Sainte-Hélène. De ses sept prames, il ne lui en restait plus que deux. »

— François-René de Chateaubriand, Mémoires d'outre-tombe, tome 3, 1848, p. 373

« Vers Livourne nous rencontrâmes

Les vingt voiles de Spinola.

Quel beau combat ! Quatorze prames

Et six galères étaient là. »

— Victor Hugo, La Légende des siècles, tome 2, 1859, p. 670
Les naufragés de l île Tromelin, Irène Frain, 2009